# Ulrich Fox
Ulrich Fox (ur. 5 marca 1937 w Barczewku k. Olsztyna, zm. 27 kwietnia 2012 w Paderborn) – niemiecki inżynier, autor książek popularnonaukowych i badacz historii Warmii.

## Życiorys
W 1923 roku ojciec Ulricha, Franz Fox, ożenił się z Katharine Packmohr. Zarówno dziadkowie, jak i rodzice Ulricha znali zarówno język niemiecki, jak i warmińską gwarę języka polskiego. Katharine była kwalifikowaną akuszerką, ojciec zakupił w 1927 w Starym Wartemborku małe gospodarstwo oraz dorywczo chwytał się różnych prac. Wstąpił do partii hitlerowskiej, w 1941 r. został wójtem gminy Stary Wartembork. Prawdopodobnie z tego powodu po zajęciu w styczniu 1945 miejscowości przez Armię Czerwoną natychmiast wywieziono go do Związku Sowieckiego, gdzie zmarł już 9 maja 1945, o czym syn Ulrich dowiedział się dopiero w roku 2000. Również starszy brat Ulricha, Ernst, zginął w ZSRR. Franz i Katharine Foxowie mieli siedmioro dzieci, Ulrich był piątym z kolei. W 1945 wraz z matką i częścią rodzeństwa pozostał w Barczewku. Ulrich ukończył szkołę podstawową, oprócz gwary warmińskiej nauczył się polskiego języka literackiego, chociaż w jego rodzinnym domu rozmawiano po niemiecku. Nauka w Liceum Ogólnokształcącym nr 2 w Olsztynie nie stwarzała mu większych trudności. W maju 1956 roku uzyskał w tym liceum maturę. Następnie rozpoczął studia techniczne na Politechnice Szczecińskiej. W 1959 roku przeniósł się z matką i rodzeństwem w ramach tzw. łączenia rodzin do Niemiec i osiedlił się w Paderborn. Studia techniczne, które rozpoczął w Polsce, kontynuował na uczelni technicznej w Akwizgranie (Rheinisch-Westfälische Technische Hochschule Aachen). Po roku habilitował się w Münster w Westfalii. Przez 7 lat był zapraszany z gościnnymi wykładami (jako Gastprofessor) na Politechnikę Krakowską.
Ulrich Fox od lat 70. poświęcił się badaniom historii południowej Warmii. Pracę w tej dziedzinie ułatwiło mu biegłe posługiwanie się obok niemieckiego językiem polskim oraz znajomość łaciny. Pomocne okazały się również nawiązane już kontakty innych członków Warmińskiego Towarzystwa Historycznego (Historischer Verein für Ermland), m.in. Brigitte Poschmann, Hansa-Jürgena Karpa, Ernsta Manfreda Wermtera oraz Anneliese Birch-Hirschfeld. W 1989 opublikował własnym nakładem obszerną, liczącą ponad 400 stron książkę o swojej dawnej parafii, wzbogaconą licznymi ilustracjami. Urlich Fox, oprócz literatury niemieckiej, uwzględnił w niej opracowania polskie zgromadzone w Archiwum Archidiecezji Warmińskiej oraz znajdujące się w zbiorach Ośrodka Badań Naukowych im. Wojciecha Kętrzyńskiego w Olsztynie. Dzieło zostało docenione także przez niemieckie i polskie środowisko warmińskie, dzięki czemu mógł drukować następne artykuły m.in. w „Zeitschrift für die Geschichte und Altertumskunde Ermlandes”, głównym organie Warmińskiego Stowarzyszenia Historycznego, jak też liczne recenzje. Ulrich Fox szczególną estymą darzył ostatni niemieckiego biskupa warmińskiego Maximiliana Kallera (1880–1947), który pozostawał dla jego dawnych diecezjan postacią wręcz kultową. Toteż i Ulrich Fox nie mógł pogodzić się z jego ostrą krytyką. Uważał, że biskup warmiński Maximilian Kaller darzył sympatią język polski i popierał posługiwanie się nim w nabożeństwach, lecz na skutek zmieniającej się sytuacji językowej w poszczególnych parafiach musiał wprowadzać nowe regulacje. Biskup Kaller bardzo długo występował przeciwko zakazowi używania języka polskiego, którego domagało się państwo narodowego socjalizmu oraz próbował ograniczyć ten zakaz do parafii miejskich. Był ostatnim niemieckim biskupem, który z powodu nacisku ze strony nazistowskiej zawiesił ze względu na niespokojne i napięte okoliczności używanie języka polskiego podczas nabożeństw – dopiero w 1939 roku.
Po odzyskaniu przez Polskę niepodległości w 1989 roku Urlich Fox z wielkim zaangażowaniem włączył się w dzieło porozumienia i pojednania obu krajów, i to nie tylko w wymiarze regionalnym; brał udział we wspólnych konferencjach, sympozjach, dyskusjach, jak np. spotkanie w Olsztynie z okazji 50. rocznicy zakończenia II wojny światowej czy sesja naukowa w 150. rocznicę założenia Warmińskiego Towarzystwa Historycznego (1856–2006). Zawsze zabierał głos w dyskusji, a następnie współpracował, wraz z żoną Ursulą przy edycji wygłaszanych referatów. Nieustannie drukował drobne przyczynki do historii Kościoła warmińskiego, czasem wspólnie z olsztyńskim profesorem Andrzejem Kopiczką. Wyrazem dalszej pamięci o Starym Wartemborku była publikacja, zawierająca wykaz osób pochowanych na cmentarzu parafialnym w latach 1830–1876 oraz dokumentację.
Był członkiem Warmińskiego Towarzystwa Historycznego z siedzibą w Münster, Towarzystwa Genealogicznego Prus Wschodnich i Zachodnich (Verein für Familienforschung in Ost- und Westpreußen). Przez długie lata był członkiem Stowarzyszenia im. Maximiliana Kollbego (Maximilian-Kolbe-Werk), któremu przyświecała idea ekspiacji za grzechy popełnione przez III Rzeszę w okupowanych krajach. Szczególnie zaangażował się, wraz z żoną, w pracę na rzecz stowarzyszenia po przejściu na emeryturę – zapraszał osoby do Niemiec z Rosji, Polski, Ukrainy, Białorusi, które przeżyły obozy koncentracyjne oraz ocalały z gehenny w gettach, zapewniał opiekę podczas ich pobytu i organizował spotkania w szkołach (Zeitzeugenprojekte), ażeby przekazać relacje świadków następnym pokoleniom.
Od 1992 podjął się, również w ramach akcji Maximilian–Kolbe–Werk, organizowania pomocy materialnej dla krajów dawnego Związku Radzieckiego. W ciągu kilkunastu lat Ulrich Fox wyruszał do Polski i dalej na Wschód 30 razy. Dotarł do Kazachstanu, na Krym, do Kijowa, na Białoruś, do krajów bałtyckich. Przy okazji zebrał wiele relacji, nie tylko o dramatach przeżytych w Niemczech, ale również w Związku Sowieckim. Kontakty z byłymi więźniami ułatwiała mu znajomość języka rosyjskiego.
Urlich Fox marł 27 kwietnia 2012 r. w Paderborn-Elsen. Przed śmiercią wyraził życzenie, aby zamiast kwiatów i wieńców na jego grobie, składać ofiary na fundację Maximilian–Kolbe–Werk.

## Odznaczenia
W uznaniu jego społecznego zaangażowania został (wraz z żoną Ursulą) 5 października 2009 roku odznaczony w Berlinie przez parę prezydencką Horsta i Evę Koehler Orderem Zasługi Republiki Federalnej Niemiec.

## Życie prywatne
Ulrich Fox w 1966 zawarł związek małżeński z Urszulą Suray, również mieszkanką jego rodzinnego Barczewka. Wspólnie z żoną jako pierwsi przełożyli na niemiecki kilka utworów mazurskiego poety ludowego Michała Kajki. Pozostawił żonę, dwoje dzieci i czworo wnucząt. 